# クリストファー・カズンズ
クリストファー・カズンズ（Christopher Cousins,  1960年9月27日 - ）は、アメリカ合衆国の俳優である。

## 来歴
1960年、ニューヨーク州ニューヨーク市に生まれる。ボストン大学在学中に演劇をはじめ、1986年にサスペンスホラー映画の『レイジング・フューリー』で映画デビュー。その後も主にテレビドラマで活躍を続け、『犯罪捜査官ネイビーファイル』や『スターゲイト SG-1』などの作品へ出演。また映画においても、ジョシュ・ハートネットとダイアン・クルーガーが主演した『ホワイト・ライズ』などへの出演でも知られている。近年では、ブライアン・クランストン主演のテレビドラマシリーズ『ブレイキング・バッド』への出演でも知られるほか、2006年には清水崇監督が自身のホラー映画、『呪怨』をアメリカでセルフリメイクした作品の続編、『呪怨 パンデミック』へも出演した。CSIシリーズにも全てゲスト出演している数少ない俳優の1人である。最近は日本でも放映されている数多くのテレビドラマ作品にクレジットされている。

## 出演作品

### 映画
- レイジング・フューリー Hell High (1989)
- 野獣教師2 The Substitute 2: School's Out (1998) ※テレビ映画
- 乱気流/エアクラッシュ A Wing and a Prayer (1998) ※テレビ映画
- Mind Prey (1999)
- ラブ・オブ・ザ・ゲーム For Love of the Game (1999)
- クモ男の復讐 Earth vs. the Spider (2001) ※テレビ映画
- Dead Dog (2001)
- ホワイト・ライズ Wicker Park (2004)
- Mystery Woman: Vision of a Murder (2005)
- 呪怨 パンデミック The Grudge 2 (2006)
- HIGHJACK ハイジャック Final Approach (2007)
- ブラックサイト Untraceable (2008)
- ハングマン Hangman (2009)
- Legally Blondes (2009) ※ビデオ作品
- William & Kate (2011)
- アメリカーナ Americana (2011)
- The Diary of Preston Plummer (2012)
- ドラフト・デイ Draft Day (2014)

### テレビドラマ
- アナザー・ワールド Another World (1986)
- アズ・ザ・ワールド・ターンズ As the World Turns (1990)
- ニューヨーク・アンダーカバー New York Undercover (1990)
- ワン・ライフ・トゥ・リヴ One Life to Live (1991 - 2008) - カイン・ローガン
- ロー&オーダー Law & Order (1994, 1997)
- Night Man (1998)
- 犯罪捜査官ネイビーファイル JAG (2000)
- オポジット学園 Opposite Sex (2000)
- スターゲイト SG-1 Stargate SG-1 (2001) - ジョゼフ・ファクソン大使
- インビジブル・マン The Invisible Man (2001)
- 女検死医ジョーダン Crossing Jordan (2001)
- ボストン・パブリック Boston Public (2002)
- ザ・プラクティス ボストン弁護士ファイル The Practice (2002)
- American Dreams (2003 - 2005)
- The O.C. The O.C. (2003) - グレッグ・フィッシャー
- ザ・ホワイトハウス The West Wing (2003)
- ER緊急救命室 ER (2004) - カイル・コールバー
- Joan of Arcadia (2004)
- WITHOUT A TRACE/FBI 失踪者を追え! Without a Trace (2004)
- CSI:マイアミ CSI: Miami (2005) - サイラス・テンプルトン
- 女検察官アナベス・チェイス Close to Home (2005)
- CSI:ニューヨーク CSI: NY (2005) - オスカー・バウワーズ
- コールドケース 迷宮事件簿 Cold Case (2005) - ネッド・バートン（壮年）
- ラスベガス Las Vegas (2006) - カヴァナー・シーバース委員長
- Dr.HOUSE House M.D. (2006) - Mr.ダグ
- SHARK カリスマ敏腕検察官 Shark (2006)
- 失踪 VANISHED Vanished (2006)
- ザ・シールド ルール無用の警察バッジ The Shield (2007)
- 名探偵モンク Monk (2007) - ヘンドリックス警部補
- スーパーナチュラル Supernatural (2007) - ギャリソン医師
- ムーンライト/Moonlight Moonlight (2008)
- リップスティック・ジャングル Lipstick Jungle (2008)
- NCIS 〜ネイビー犯罪捜査班 NCIS: Naval Criminal Investigative Service (2009) - Mr.ジョーンズ
- CHUCK/チャック Chuck (2009) - ビル・バーゲイ
- しあわせの処方箋 Hawthorne (2009)
- クリミナル・マインド FBI行動分析課 Criminal Minds (2009) - バートン医師
- ブレイキング・バッド Breaking Bad (2009 - 2012) - テッド・ベネキー
- マイアミ・メディカル Miami Medical (2010)
- ザ・プロテクター/狙われる証人たち In Plain Sight (2010)
- ニキータ Nikita (2010) - ヘンリー・サンプソン
- Terriers (2010)
- CHASE/逃亡者を追え! Chase (2010)
- LAW & ORDER:LA Law & Order: Los Angeles (2010)
- サウスランド Southland (2011)
- ディフェンダーズ 闘う弁護士 The Defenders (2011)
- ボディ・オブ・プルーフ 死体の証言 Body of Proof (2011)
- Hawaii Five-0 Hawaii Five-0 (2012) - リック・サマーズ校長
- リンガー 〜2つの顔〜 Ringer (2012)
- アウェイク 〜引き裂かれた現実 Awake (2012)
- 私はラブ・リーガル Drop Dead Diva (2012) - ブラッドリー・アルトン医師
- VEGAS/ベガス Vegas (2012)ランダル
- プライベート・プラクティス 迷えるオトナたち Private Practice (2012) - イーライ・ウィルソン
- リゾーリ&アイルズ ヒロインたちの捜査線 Rizzoli & Isles (2012) - サム・ネルソン
- デコボコ兄妹のファミリー・ストーリー Ben and Kate (2013)
- メンタリスト The Mentalist (2013) - ジェイソン・レノン
- シカゴ・ファイアー Chicago Fire (2013) - スティーヴン・グッディ
- ロングマイヤ Longmire (2013)
- glee/グリー Glee (2013, 2015) - ボブ・ハリス
- キャッスル 〜ミステリー作家は事件がお好き Castle (2013) - ノーラン・バーンズ
- CSI:科学捜査班 CSI: Crime Scene Investigation (2013) - ケン・ウォレス
- MAJOR CRIMES ～重大犯罪課 Major Crimes (2013) - チャールズ・メイソン医師
- ねじれた疑惑 Twisted (2013, 2014)
- レボリューション Revolution (2013, 2014) - ビクター・ドイル
- ザ・スナイパー -THE MATADOR- Matador (2014)
- ヴァンパイア・ダイアリーズ The Vampire Diaries (2014, 2015) - ジョシュア・パーカー
- CSI:サイバー CSI: Cyber (2015) - メイソン・リン
- コード・ブラック 生と死の間で Code Black (2015) - ジョン・ハリス
- BOSCH/ボッシュ Bosch (2016) - マーティン・ヴァイス
- サバイバー: 宿命の大統領 Designated Survivor (2017) - アラン・ルーズ上院議員
- エクソシスト 孤島の悪魔 The Exorcist (2017) - ピーター・オズボーン